# Soho House
Soho House est un musée géré par le Birmingham Museums Trust, célébrant la vie de Matthew Boulton, son association avec James Watt, son appartenance à la Lunar Society de Birmingham et sa contribution aux Lumières des Midlands et à la révolution industrielle. Il s'agit d'une maison du XVIIIe siècle classée Grade II * à Handsworth, qui fait partie de Birmingham depuis 1911, mais historiquement dans le comté de Staffordshire . C'était la maison de l'entrepreneur Matthew Boulton de 1766 jusqu'à sa mort en 1809, et un lieu de réunion régulier de la Lunar Society.

## Histoire

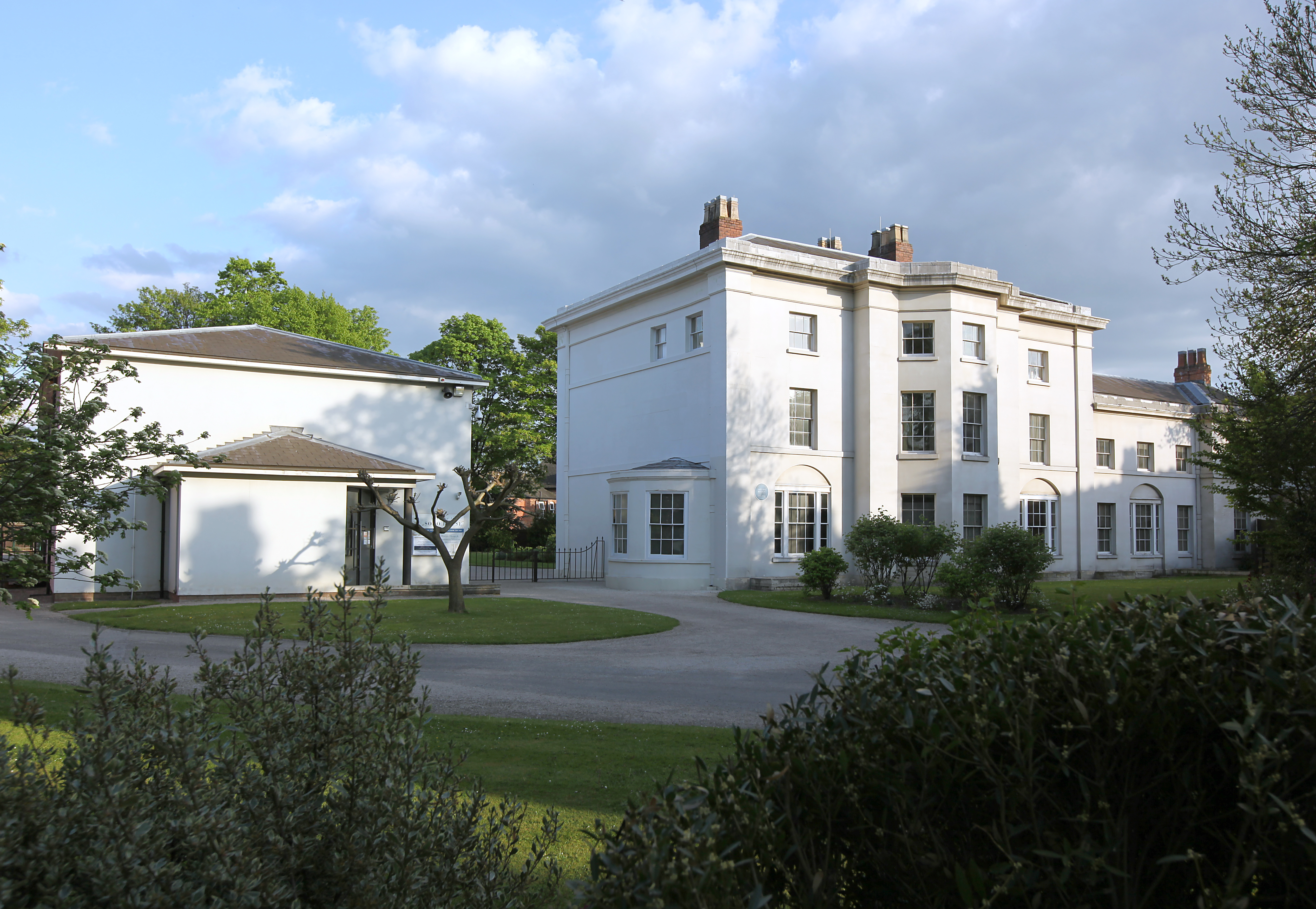
Soho House (bâtiment du milieu); vue arrière avec les bâtiments latéraux, vus de la route d'accès actuelle.

Matthew Boulton, l'un des entrepreneurs les plus importants du XVIIIe siècle  acquiert le bail du Soho Mill, construit depuis cinq ans en 1761 et le développe en Soho Manufactory . Il agrandit le cottage voisin en Soho House, le modifiant plusieurs fois. Elle est revêtue de feuilles d'ardoise peinte pour donner l'apparence de gros blocs de pierre. Boulton emménage dans Soho House lorsque la Manufacture est achevée. La manufacture de Soho est démolie en 1863 .
En 1766, Boulton devient l'un des fondateurs de la Lunar Society . En 1789, Boulton charge Samuel Wyatt d'agrandir les bâtiments et de le réorganiser entièrement ainsi que les jardins . Les travaux d'extension du bâtiment sont achevés en 1796 à la suite de la soumission de plans par James Wyatt, le frère de Samuel, pour les ajouts d'une façade d'entrée principale . Wyatt est également responsable de la grande salle à manger, lieu habituel des réunions de la Lunar Society . Il s'agit d'un bâtiment classé Grade II*.
Après la mort de Boulton, dans la maison, elle passe à son fils Matthew Robinson Boulton et plus tard à son petit-fils, Matthew Piers Watt Boulton, qui la vend finalement en 1850 . Elle a alors plusieurs propriétaires et est à un moment utilisée comme auberge résidentielle pour les policiers, avant d'être acquise par le conseil municipal de Birmingham en 1990  et d'être transformée en musée en 1995 .

## Caractéristiques

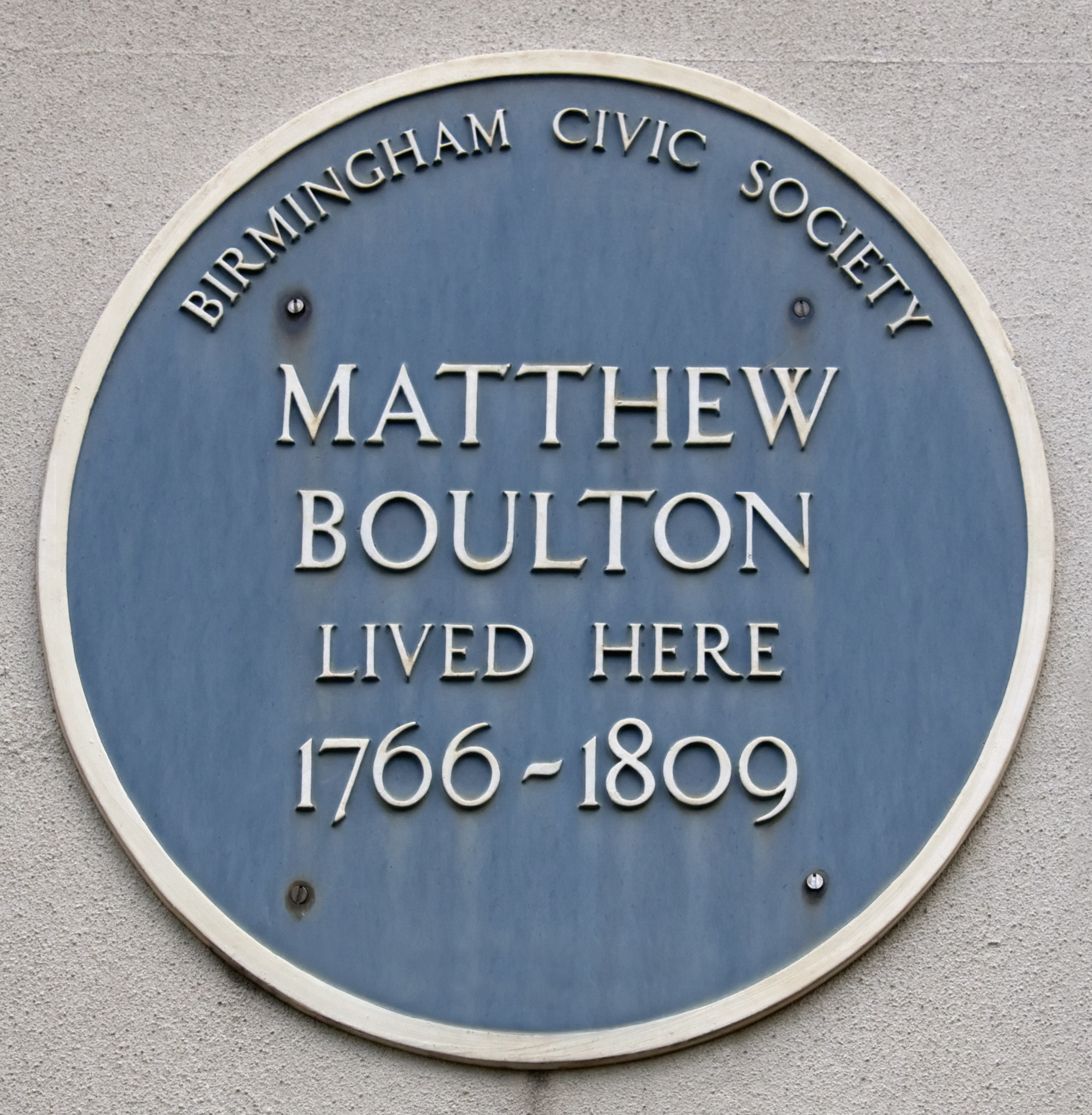
La plaque bleue

Soho House a été restaurée, conservant son apparence du XVIIIe siècle  avec "de belles collections de bronze doré, d'argent, de meubles et de peintures" . Il convient de noter en particulier les présentoirs en argent et en bronze doré qui ont été fabriqués dans la manufacture, et l'horloge sidérale en bronze doré fabriquée par Boulton et Fothergill, en 1771-1772 . Il y a une plaque bleue commémorant Matthew Boulton sur la maison . Le jardin, autrefois de plus de 100 acres mais maintenant moins d'un demi-acre, contient une promenade avec des sphinx, datée d'environ 1795 . Une partie du jardin a été recréée en utilisant les notes de plantation originales de Boulton .